# Championnat du Venezuela de football 1989-1990
Navigation
Saison 1988-1989 Saison 1990-1991
La saison 1989-1990 du championnat du Venezuela de football est la trente-quatrième édition du championnat de première division professionnelle au Venezuela et la soixante-dixième saison du championnat national. Les seize meilleures équipes du pays sont regroupées au sein d'une poule unique où elles s'affrontent deux fois, à domicile et à l'extérieur. À la fin de la saison, les deux derniers du classement sont relégués et remplacés par les deux meilleurs clubs de Segunda A, la deuxième division vénézuélienne.
C'est le club de Maritimo Caracas qui remporte la compétition, après avoir battu lors d'un barrage pour le titre l'UA Táchira, les deux clubs ayant terminé à égalité de points en tête du classement final. Minerven FC complète le podium, à un point un duo de tête. C'est le troisième titre de champion de l'histoire du club.

## Les clubs participants
| - Maritimo Caracas - Deportivo Italia - Caracas FC - Mineros de Guayana - Internacional - Promu de D2 - Minerven FC - Maracaibo FC - Promu de D2 - Trujillanos FC - Promu de D2 | - Portuguesa FC - Estudiantes de Mérida - UA Táchira - UD Lara - Atlético Zamora - CD Pepeganga Margarita - ULA Mérida - Deportivo Galicia |

## Compétition
Le barème utilisé pour établir le classement est le suivant :
- Victoire : 2 points
- Match nul : 1 point
- Défaite : 0 point

### Classement
| Rang | Équipe                 | Pts | J  | G  | N  | P  | Bp | Bc | Diff |
| ---- | ---------------------- | --- | -- | -- | -- | -- | -- | -- | ---- |
| 1    | UA Táchira             | 43  | 30 | 17 | 9  | 4  | 59 | 32 | +27  |
| 2    | Maritimo Caracas       | 43  | 30 | 15 | 13 | 2  | 43 | 18 | +25  |
| 3    | Minerven FC            | 42  | 30 | 18 | 6  | 6  | 47 | 23 | +24  |
| 4    | ULA Mérida             | 36  | 30 | 13 | 10 | 7  | 41 | 33 | +8   |
| 5    | Caracas FC             | 36  | 30 | 13 | 10 | 7  | 38 | 33 | +5   |
| 6    | CD Pepeganga Margarita | 33  | 30 | 11 | 11 | 8  | 42 | 32 | +10  |
| 7    | Mineros de GuayanaT    | 32  | 30 | 12 | 8  | 10 | 45 | 37 | +8   |
| 8    | Atlético Zamora        | 28  | 30 | 9  | 10 | 11 | 22 | 21 | +1   |
| 9    | Deportivo Italia       | 28  | 30 | 8  | 12 | 10 | 35 | 39 | -4   |
| 10   | Portuguesa FC          | 28  | 30 | 9  | 10 | 11 | 38 | 41 | -3   |
| 11   | Trujillanos FCP        | 26  | 30 | 7  | 12 | 11 | 29 | 38 | -9   |
| 12   | Maracaibo FCP          | 24  | 30 | 8  | 8  | 14 | 27 | 38 | -11  |
| 13   | Estudiantes de Mérida  | 24  | 30 | 5  | 14 | 11 | 24 | 43 | -19  |
| 14   | UD Lara                | 22  | 30 | 7  | 8  | 15 | 19 | 29 | -10  |
| 15   | InternacionalPC        | 21  | 30 | 6  | 9  | 15 | 27 | 45 | -18  |
| 16   | Deportivo Galicia      | 14  | 30 | 3  | 8  | 19 | 22 | 56 | -34  |

|  | Qualification pour la Copa Libertadores 1991 et participation au match pour le titre |
|  | Relégation directe en Segunda A                                                      |

### Match pour le titre
| 27 mai 1990 | Maritimo Caracas | 2 - 0 | UA Táchira |  |  |
|             |                  |       |            |  |  |

## Bilan de la saison
| Championnat du Venezuela de football 1989-1990 |                                 |
| Champion                                       | Maritimo Caracas (3e titre)     |
| Coupes et trophées                             |                                 |
| Vainqueur de la Coupe du Venezuela 1989-1990   | Internacional                   |
| Qualifications continentales                   |                                 |
| Copa Libertadores 1991                         | Maritimo Caracas                |
| Copa Libertadores 1991                         | UA Táchira                      |
| Promotions et relégations                      |                                 |
| Promus en Primera División                     | Valencia FC Anzoátegui FC       |
| Relégués en Segunda A                          | Internacional Deportivo Galicia |